# Semlin (gromada)
Semlin (do 31 XII 1961 Pinczyn) – dawna gromada, czyli najmniejsza jednostka podziału terytorialnego Polskiej Rzeczypospolitej Ludowej w latach 1954–1972.
Gromady, z gromadzkimi radami narodowymi (GRN) jako organami władzy najniższego stopnia na wsi, funkcjonowały od reformy reorganizującej administrację wiejską przeprowadzonej jesienią 1954 do momentu ich zniesienia z dniem 1 stycznia 1973, tym samym wypierając organizację gminną w latach 1954–1972.
Gromadę Semlin z siedzibą GRN w Semlinie utworzono 1 stycznia 1962 w powiecie starogardzkim w woj. gdańskim w związku z przeniesieniem siedziby gromady Pinczyn z Pinczyna do Semlina i przemianowaniem jednostki na Semlin.
Gromada przetrwała do końca 1972 roku, czyli do kolejnej reformy gminnej.